# Mike Schäperclaus
Mike Schäperclaus (Groenlo, 25 juli 1973) is een Nederlands musicus, producent, musical director, label manager, dirigent, creator en muzikaal innovator. Hij staat bekend om zijn veelzijdigheid binnen de muziekwereld, variërend van klassieke en orkestrale muziek tot hedendaagse en innovatieve producties. Zijn werk kenmerkt zich door een voortdurende zoektocht naar nieuwe manieren om muziek toegankelijk te maken voor een breed publiek. 

## Opleiding en vroege carrière
Schäperclaus groeide op in Eibergen en begon zijn muzikale carrière bij muziekvereniging Excelsior. Op zestienjarige leeftijd startte hij zijn studie aan het Twentsch Conservatorium in Enschede (nu Artez Conservatorium). Kort daarna vervolgde hij zijn opleiding aan het Rotterdams Conservatorium en het Sweelinck Conservatorium in Amsterdam, waar hij zich specialiseerde in slagwerk. Daarnaast volgde hij diverse studies in Latijnse en traditionele Afrikaanse percussie.
Zijn vroege professionele loopbaan bracht hem als percussionist in gerenommeerde orkesten en ensembles, waaronder het Koninklijk Concertgebouworkest, het Residentieorkest, het Vlaams Philharmonisch Orkest en in het Metropole Orkest. Vanaf 1996 werkte hij mee aan diverse musicalproducties zoals Miss Saigon, West Side Story, Elisabeth, Aida, Cats en Evita. De langste tijd werkte hij mee aan The Lion King, aanvankelijk als percussionist/drummer, later ook als dirigent en musical director en ook wereldwijd voor Disney International.
Hij werkte samen met uiteenlopende artiesten zoals Paul de Leeuw, Simone Kleinsma, René Froger, Danny de Munk en Ernst Daniel Smid, en speelde in televisieprogramma’s als Mooi! Weer De Leeuw, Singing Bee en de serie Op zoek naar .... Van 2005-2009 doceerde hij aan het Conservatorium Castellon in Spanje en van 2008-2010 aan het Rotterdams Conservatorium (tegenwoordig onderdeel van Codarts, Hogeschool voor de Kunsten).  
Naast zijn werk als musicus heeft Schäperclaus zich ontwikkeld tot een toonaangevend dirigent en producent. Hij was betrokken bij tal van theaterproducties, musicals en concertreeksen in binnen- en buitenland, waarbij hij zowel de muzikale leiding als de productie op zich nam.  

## Creatief innovator en producent
Van 2014 tot 2023 was Schäperclaus actief als creatief innovator en producent voor het Rotterdams Philharmonisch Orkest. In deze rol bedacht, ontwikkelde en produceerde hij nieuwe formats om een nieuw en jong publiek aan het orkest te binden. Enkele van zijn opvallende producties zijn:
- ABN AMRO Tennis Tournament (2014): Een halftime show rondom de finale wedstrijden van het tennistoernooi.
- Julia in Ahoy (2015): Een arenaproductie gebaseerd op een verhaallijn samengesteld uit bestaande klassieke muziek, in co-creatie met Guy Caron, grondlegger van Cirque du Soleil. Op het YouTube kanaal van het Rotterdams Philharmonisch Orkest zijn 12 video's te zien van The making of Julia waarin Schäperclaus en collega's een inkijk geven in het creatieve proces.
- Musical Meets Opera (2015, 2016, 2017): Een productie waarin musicalsterren en operazangers samen het podium delen en hun repertoire combineren in één programma.
- Matrix Live to Movie (2016): Een live-uitvoering van de filmmuziek van The Matrix gecombineerd met de vertoning van de film.
- Brasil Sinfonico (2017): Een format waarin populaire Braziliaanse muziek (samba) en klassieke muziek samenkomen in één programma, met als hoofdgasten Paulinho da Viola en gitarist Yamandu Costa.
- KidsRights Children Peace Prize Ceremony (2021): Muzikale begeleiding van de uitreiking van de Internationale Kindervredesprijs.

## Wereldhit in Coronatijd
Tijdens de coronapandemie in 2020 initieerde Mike Schäperclaus, in samenwerking met collega’s van het Rotterdams Philharmonisch Orkest, een innovatieve video waarin orkestleden vanuit hun eigen huis gezamenlijk een uitvoering van Beethoven's Negende Symfonie presenteerden: From us, for you. Deze creatieve aanpak resulteerde in een wereldwijde hit, die de veerkracht en het aanpassingsvermogen van het orkest in uitdagende tijden benadrukte. De video werd internationaal geprezen en diende als inspiratie voor andere orkesten en muzikale ensembles om soortgelijke projecten te ondernemen.
Tijdens de Covid-lockdowns creëerde Schäperclaus overigens nog meer online content samen met het Rotterdams Philharmonisch Orkest als vervangende programmering:
- Stay Strong: ‘Wake me up’ with Jamai: Het orkest begeleidde Jamai Loman in een nieuw gearrangeerde versie van 'Wake me up' van de Zweedse producer Avicii. Jamai zingt vanachter de piano vanuit zijn eigen huis terwijl 80 muzikanten hem vergezellen, ook vanuit hun eigen huis.
- Remembrance Day Collaboration: Mozart’s last piano concerto with Israel Philharmonic: Een unieke samenwerking tussen het Israel Philharmonic en het Rotterdam Philharmonisch Orkest markeert de gedenkdagen van beide landen. Eenendertig musici voeren samen met pianist en dirigent Lahav Shani, chef-dirigent van beide orkesten, een fragment uit van Mozarts laatste pianoconcert.
- Song of Freedom: met de verlaten straten van Rotterdam en een lege zaal in de Doelen als decor brengt het orkest samen met vier Rotterdamse artiesten (YMP, Dina Medina, Aylin Sezer en Roufaida) een ode aan de vrijheid).
- Music in Motion: RPhO collaborates with Scapino Ballet: Een corona proof concept voor veertien dansers en achtendertig muzikanten met muziek van Edvard Grieg. Een co-creatie met Scapino choreograaf Ed Wubbe.
- Ready to Play: video van het Rotterdams Philharmonisch Orkest met Feyenoord omdat beide na zes maanden stilte eindelijk weer aan de slag mogen.

## Recente en nieuwe projecten
Een recent voorbeeld van zijn creativiteit is het jubileumconcert ter ere van André van Duin, die zijn 60-jarig jubileum in het vak vierde. Dit concert, opgenomen in het nieuwe Luxor Theater in Rotterdam en uitgezonden op nieuwjaarsdag 2025 bij Omroep MAX, was een unieke combinatie van klassieke muziek en populaire nummers van van Duin. Schäperclaus bedacht en arrangeerde de bijzondere samensmelting van het Rotterdams Philharmonisch Orkest, een operazangeres en een drumfanfare met de iconische liedjes van André van Duin. Tijdens het concert werd de lange, rijke carrière van Van Duin gevierd door zijn grootste hits te laten horen, gezongen door bekende Nederlandse artiesten (o.a. Francis van Broekhuizen, Danny Vera, Gerard Cox, Simone Kleinsma, Veldhuis & Kemper, Karin Bloemen, Richard Groenendijk, Magtel de Laat en Jeangu Macrooy).
Schäperclaus blijft toegewijd aan het vernieuwen van de klassieke muziekwereld. Zijn innovatieve aanpak leidt tot experimentele uitvoeringen waarin klassieke muziek wordt gecombineerd met moderne technologieën en cross-over projecten.
Momenteel richt Schäperclaus zich op nieuwe vormen van muziekproductie waarin traditionele orkestrale muziek wordt gecombineerd met digitale en visuele technieken. Hij werkt aan projecten die klassieke muziek dichter bij een modern publiek brengen door middel van multimedia en interactieve ervaringen. Zo is hij momenteel dirigent bij Lord of the Rings Live to Movie. Een wereldwijde productie waarin live-uitvoeringen van de iconische filmmuziek van The Fellowship of the Ring, The Two Towers en The Return of the King worden gecombineerd met vertoningen van de films, uitgevoerd door een volledig orkest dat de soundtrack in realtime begeleidt.

## Discografie
- Slagwerkgroep Amsterdam (int. Amsterdam Percussion Group):Nocturnal Activities en Release (Label: EtCetera)
- Percussive Rotterdam: James Wood  (Label: Mode)
- Paul de Leeuw: Stille Liedjes
- Paul de Leeuw: Zingen terwijl U wacht...
- Paul de Leeuw: kindercd
- Paul de Leeuw: Mooi! Weer een cd!
- Elisabeth (Duitse versie)
- Holiday on Ice 2001, 2004
- Jango en het orkest van Cor Bakker: On the way back to Memphis (live-tracks die eind 2000 in Nederland werden opgenomen voor het televisieprogramma Cor & Co
- Telekids - 10 jaar Telekids
- soundtrack van de film Het monster van Toth
- Helmut Lotti: Latino Classics 1
- Helmut Lotti: Latino Classics 2
- Helmut Lotti: Pop Classics in Sympony
- Ben Cramer: Golden K-Hits
- Toppers in concert cd's 2005, 2006, 2007
- Gerard Joling: Nostalgia
- Lucie Silvas en het Metropole Orkest: Breath in
- Trijntje Oosterhuis: The Look of Love
- Karin Bloemen: Bloemen zingt Barbra Streisand
- Wende: La fille noyee
- Meer dan 40 cd's (waaronder soundtracks) met het Metropole Orkest.
- René Froger: Doe maar gewoon
- Simone's songbook (simone kleinsma)